# Parasabella tommasi
Parasabella tommasi är en ringmaskart som först beskrevs av Giangrande 1994.  Parasabella tommasi ingår i släktet Parasabella och familjen Sabellidae. Inga underarter finns listade i Catalogue of Life.